# Мой первый друг, мой друг бесценный
«Мой пе́рвый друг, мой друг бесце́нный!» («И. И. Пущину») — стихотворение русского поэта Александра Пушкина написанное в 1826 году и посвящённое его лицейскому однокурснику и лучшему другу Ивану Пущину, который участвовал в восстании декабристов и в дальнейшем был сослан на каторгу в Сибирь. Одно из двух стихотворений, наряду с «Во глубине сибирских руд», написанное Пушкиным в поддержку декабристов. Впервые напечатано в 1841 году в журнале «Современник».

## История
Пушкин начал работать над стихотворением для Пущина в 1825 году.  По сведениям пушкиниста Н. Я. Эйдельмана поэт с большим трудом работал над стихотворением для своего друга, и в какой-то момент решил отложить черновик в сторону. В черновой версии, которое дошло до наших дней, стихотворение было намного длиннее и обрывалось на моменте про новую судейскую должность Пущина. К работе над посланием Пушкин вернулся в 1826 году, накануне первой годовщины восстания декабристов на Сенатской площади. В тот момент поэт пребывал в селе Михайловском Псковской губернии. Пушкин сильно переработал черновик и закончил стихотворение 13 декабря. 
И.Пущин - один из 3 других лицеистов - сподвижников А.С.Пушкина. 11 января 1825 г. в Михайловское к Пушкину прибывает Пущин. Пушкин читает вслух «Горе от ума» А.С.Грибоедова (сама комедия написана в 1824 году), а вплоть до ночи 13 января - «Цыганы» - для самого Пушкина последняя южная романтическая поэма. Проведя несколько дней в таборе бессарабских цыган, Пушкин работал над поэмой с января по октябрь 1824 года - сначала прожив более года в Одессе (Южная ссылка 1820 - 1824 гг), потом вернувшись в феврале 1825 г. в Михайловское.  
Стихотворение состоит из двух строф, написано в четырёхстопном ямбе в форме послания. 

### Встреча с Муравьёвой
В октябре 1826 года жена декабриста Никиты Муравьёва Александра Муравьёва получила разрешение добровольно последовать в ссылку за своим мужем. Проезжая через Москву, она встретилась с Пушкиным, который передал ей стихотворения «Во глубине сибирских руд…» и «Мой первый друг, мой друг бесценный…». Считается, что встреча Пушкина и Муравьёвой произошла на Большом Каретном переулке в доме № 22.  

### Реакция Пущина
Пущин получил стихотворение в январе 1828 г., когда его привезли для отбытия каторги в Читинском остроге и там состоялась его встреча с Муравьёвой. Как описывает Пущин в своей книге «Записки о Пушкине», Муравьёва передала ему стих через щель бревенчатого частокола. Пущин так вспоминает свою реакцию на стихотворение:
Отрадно отозвался во мне голос Пушкина! Преисполненный глубокой, живительной благодарности, я не мог обнять его, как он меня обнимал, когда я первый посетил его в изгнанье.

### Публикация в «Современнике»
Стихотворение «Мой первый друг, мой друг бесценный!» было впервые напечатано в 1841 году в майской книге «Современника». Как пишет Пущин в своей книге «Записки о Пушкине»:
По приезде моём в Тобольск в 1839 г. послал эти стихи к Плетневу; таким образом они были напечатаны.

## Последняя встреча Пушкина и Пущина
Изгнанье, о котором выше пишет Пущин, является отсылкой на южную ссылку Пушкина, во время которой Пущин посетил поэта. Это была последняя встреча двух друзей и произошла она в усадьбе Пушкиных в Михайловском. Об этой же встрече писал Пушкин в первой строфе стихотворения:
И я судьбу благословил,

Когда мой двор уединённый,

Печальным снегом занесённый,

Твой колокольчик огласил
Встреча состоялась 11 января 1825 года. В тот момент ни Пушкин, ни Пущин не знали, что она станет последней. Пушкин в то время, с 1824 года по 1826 г., находился в ссылке и обрадовался, когда любимый друг навестил его. Пущин в своих воспоминаниях пишет, что поэт был настолько рад его приезду, что в морозный день утром выбежал в одной рубашке и босиком. Пущин привёз другу произведение «Горе от ума» А. С. Грибоедова, которое они весь день читали, параллельно опустошая шампанское и вспоминая юношеские дни в Царскосельском лицее. Уже на следующий день, 12 января в три часа ночи Пущин уехал и больше они никогда не увиделись. Пущин вернулся из ссылки в 1856 году, к тому моменту Пушкина уже не было в живых, так как он умер в 1837 году.

## На других языках
С русского языка было переведено на английский язык американским переводчиком Уолтером Арндтом.

## Другие стихотворения Пущину
«Мой первый друг, мой друг бесценный!» является самым известным стихотворением Пушкина посвящённое Пущину, но не единственным. Тема дружбы и воспоминаний о Пущине затронуты в стихах:
- К Пущину (4 мая)
- Воспоминание (к Пущину)
- В альбом Пущину (Взглянув когда-нибудь на тайный сей листок…)
- 19 октября (Роняет лес багряный свой убор…)
- Пирующие студенты
- Мое завещание друзьям